# Baptistische Pfadfinderschaft

Signet der baptistischen Pfadfinderschaft

Die Baptistische Pfadfinderschaft (BPS) ist ein deutscher christlicher Pfadfinderverband.
Nach eigenen Angaben sind in der BPS etwa 1400 Personen in 45 Stämmen organisiert. Die BPS ist Teil des Gemeindejugendwerks des Bundes Evangelisch-Freikirchlicher Gemeinden in Deutschland K.d.ö.R. und war bis April 2009 auch die Pfadfinderarbeit des Bundes Freier evangelischer Gemeinden in Deutschland K.d.ö.R. Das Gemeindejugendwerk (GJW) ist anerkannter Träger der freien Jugendpflege.

## Pfadfinderarbeit bei der Baptistische Pfadfinderschaft
Die BPS bekennt sich zu den Grundsätzen der Pfadfinderbewegung, die durch Robert Baden-Powell gegründet wurde. Als christliche Pfadfinderschaft orientiert sich die Arbeit am christlichen Missionsauftrag, mit dem durch die Bibel vermittelten Glauben an Jesus Christus.
Im Programm der BPS werden sechs Altersstufen unterschieden:
- Biber (5–7 Jahre)
- Wölflinge (7–10 Jahre)
- Jungpfadfinder (auch: Jupfis; 10–13 Jahre)
- Pfadfinder (13–17 Jahre)
- Rover (17–25 Jahre)
- Älterenschaft (auch: Altpfadfinder; ab 25 Jahren), übernimmt über das Pfadfinderalter hinaus Verantwortung.

Die zweite bis vierte Altersstufe stellen dabei die eigentliche Kernstruktur dar. Die BPS kennt wie viele evangelische Pfadfinderverbände in Deutschland die Kreuzpfadfinderarbeit als spezielle Form der Erwachsenenarbeit.

## Geschichte
Die Gründer der heutigen BPS orientierten sich im Jahr 1986 konzeptionell an den pfadfinderischen Traditionen der Christlichen Pfadfinderschaft. Zu diesem Zeitpunkt war ihnen nicht bekannt, dass es bereits 1932 eine vom Gelsenkirchener Baptistenprediger Karl August Hahne initiierte Baptistische Pfadfinderschaft (BP) gegeben hatte, die ihre Wurzeln teilweise im Baptistischen Jugendbund, aber auch in der Arbeit des Christlichen Vereins Junger Menschen hatte. Nach starkem Wachstum lösten die Pfadfinder 1934 ihren Bund auf, um die „kooperative Eingliederung“, also die per Reichsgesetz angeordnete Überführung der Pfadfindergruppen in die Hitler-Jugend, zu verhindern. Heimlich wurde die Arbeit bis Kriegsbeginn 1939 weitergeführt.
Ab 1948 entstanden an verschiedenen Orten wieder baptistische Pfadfindergruppen, die sich 1958 zur Ringgemeinschaft freikirchlicher Pfadfinder (RFP) innerhalb der Christlichen Pfadfinderschaft zusammenschlossen. In dieser Zeit nahm die RFP an vielen internationalen Lagern in Europa teil. Parallel dazu wurde ab 1953 vom Gemeindejugendwerk eine sog. „Jungmannenarbeit“ aufgebaut. Bestrebungen von außen, die Pfadfinder in diese Jungmannenarbeit einzugliedern, führten ab 1962 zur Zersplitterung und Ende der 60er Jahre schließlich zur Auflösung der Ringgemeinschaft. Erst 1986 wurde der Bund als "Baptistische Pfadfinderschaft" (BPS) wieder gegründet.
Die Baptistische Pfadfinderschaft in ihrer heutigen Form entstand im Februar 1986 aus einer gemeinsamen Entscheidung der Kinderarbeit (Jungschar) der Gemeinde Reutlingen – damals als Fahrtengruppe bekannt – und der Jungschar in Stuttgart-Zuffenhausen.
Da die Mitglieder auch über das Jungscharalter (zwischen 6 und 14 Jahren) zusammenbleiben zu wollen, beschränkten sie die Pfadfinderarbeit zunächst auf das Alter ab 14 Jahre. Bald darauf weiteten sie das Programm auf jüngere Altersstufen aus.
Seit Mai 1995 ist die Baptistische Pfadfinderschaft im Gemeindejugendwerk des Bundes Evangelisch-Freikirchlicher Gemeinden in Deutschland K.d.ö.R. vertreten. Im Jahr 1999 gab es erste Kontakte zum Bund Freier evangelischer Gemeinden (FeG). Bereits ein Jahr später wird die Baptistische Pfadfinderschaft offizielle Pfadfinderarbeit der FeG. Am 12. März 2004 wurde die BPS eine Abteilung des Gemeindejugendwerks. 2008 beschloss die FeG den Aufbau einer eigenständigen, von der BPS getrennten Pfadfinderarbeit; bis April 2009 sollte die Trennung der Gruppen vollzogen sein, wobei es den in zur FeG gehörenden Gemeinden arbeitenden Gruppen freigestellt war, ob sie in der BPS verbleiben oder sich der neuaufzubauenden Pfadfinderarbeit der FeG anschließen. Mit der Gründungsfeier der Pfadfinderschaft der Freien evangelischen Gemeinden (PdF) über Pfingsten 2009 kam die im Jahr 2000 geschlossene Kooperation mit der Baptistischen Pfadfinderschaft an ihr Ende.

## Versprechen & Gesetze

### Biber
Das Biberversprechen lautet: „Der Biber hält zu seinen Freunden und hilft so gut er kann.“

### Wölflinge

#### Wölflingsgesetz
1. Der Wölfling folgt den erfahrenen Wölfen.
2. Der Wölfling packt mit an.

#### Wölflingsversprechen
Ich will auf Gottes Wort hören und danach leben. Ich will jederzeit helfen und mein
Bestes tun. Ich will das Wölflingsgesetz befolgen.

### Jungpfadfinder

#### Jungpfadfindergesetz
1. Der Jungpfadfinder spricht die Wahrheit.
2. Der Jungpfadfinder ist treu.
3. Der Jungpfadfinder ist hilfsbereit.
4. Der Jungpfadfinder ist höflich.
5. Der Jungpfadfinder ist gehorsam.
6. Der Jungpfadfinder ist genügsam.
7. Der Jungpfadfinder schützt Pflanzen und Tiere.

#### Jungpfadfinderversprechen
Ich will auf Gottes Wort hören und danach leben. Ich will jederzeit helfen und mein Bestes tun. Ich will das Jungpfadfindergesetz befolgen.

### Pfadfinder, Rover und Älternschaft

#### Pfadfindergesetz
1. Der Pfadfinder spricht die Wahrheit.
2. Der Pfadfinder ist treu.
3. Der Pfadfinder ist hilfsbereit.
4. Der Pfadfinder ist freundlich gegenüber allen Menschen.
5. Der Pfadfinder ist höflich und zuvorkommend.
6. Der Pfadfinder schützt Pflanzen und Tiere.
7. Der Pfadfinder ist gehorsam.
8. Der Pfadfinder weicht Schwierigkeiten nicht aus.
9. Der Pfadfinder ist genügsam.
10. Der Pfadfinder hält sich rein in Gedanken, Worten und Taten.

#### Pfadfinderversprechen
Im Vertrauen auf Gott verspreche ich: Ich will auf Gottes Wort hören und mein Leben danach ausrichten.
Ich will meinen Mitmenschen jederzeit helfen und in der Gemeinschaft, in der ich lebe, verantwortlich handeln. Ich will das Pfadfindergesetz befolgen.

#### Roverversprechen
Einzelner Rover:
Im Vertrauen auf Gott verspreche ich, ich will meinem Herrn Jesus Christus dienen, ihm nachfolgen und ihn meinen Mitmenschen bezeugen.
Als Werkzeug Gottes übernehme ich Verantwortung für mein Handeln in der Gesellschaft, im Pfadfinderbund und mir selbst gegenüber. Dafür will ich meinem Nächsten dienen. Die Grundsätze der Pfadfinderei sollen Teil meines Lebens
sein.
Gemeinschaft:
Im Vertrauen auf Gott nehmen wir dich in die Gemeinschaft der Rover auf und versprechen füreinander in Gebet, Wort und Tat einzustehen.

## Verbandsgliederung
Die Baptistische Pfadfinderschaft ist Mitglied im Forum christlicher Pfadfinder (FCP).
Organisatorisch gliedert sich die BPS Deutschland in fünf Regionen: Küste, Nord, Mitte, Süd-West, Süd-Ost.

## Internationale Kontakte
Internationale Kontakte bestehen vor allem zu den baptistischen Pfadfinderverbänden in Skandinavien. Auch wenn es in der Zeit zwischen 1962 und 1986 in Deutschland keine baptistische Pfadfinderarbeit gab, existierte diese in anderen europäischen Länder wie Dänemark, Norwegen, Schweden und Finnland. 1987, ein Jahr nach ihrer Neugründung, erlebte die BPS schon ihr erstes internationales Zeltlager am „Nordisk Baptistspeiderleir“ (nordisches/skandinavisches Lager der baptistischen Pfadfinder) auf der Insel Tromøy in Norwegen. In der Folgezeit fanden weitere gemeinsame Lager in Deutschland und Skandinavien statt.